# Старобільська міська рада
Старобі́льська міська́ ра́да — адміністративно-територіальна одиниця та орган місцевого самоврядування у Старобільському районі Луганської області. Адміністративний центр — місто Старобільськ.

## Загальні відомості
Старобільська міська рада утворена в 1938 році.
- Територія ради: 13,32 км²
- Населення ради: 17 716 осіб (станом на 2015 рік)[1]
- Територією ради протікає річка Айдар

## Населені пункти
Міській раді підпорядковані населені пункти:
- м. Старобільськ

## Склад ради
Рада складається з 36 депутатів та голови.
- Голова ради: Гончаров Олександр Миколайович
- Секретар ради: Богдан Олександр Миколайович

### Керівний склад попередніх скликань
| Прізвище, ім'я, по батькові    | Основні відомості                                                       | Дата обрання | Дата звільнення |
| ------------------------------ | ----------------------------------------------------------------------- | ------------ | --------------- |
| Солошенко Олександр Семенович  | Міський голова, 1947 року народження, член Партії регіонів              | 26.03.2006   | 31.10.2010      |
| Гончаров Олександр Миколайович | Міський голова, 1971 року народження, освіта вища, член Партії регіонів | 31.10.2010   | 28.10.2015      |

Примітка: таблиця складена за даними сайту Верховної Ради України

### Депутати
За результатами місцевих виборів 2010 року депутатами ради стали:

#### За суб'єктами висування
| Суб'єкт висування                                       | Кількість обраних депутатів | %    |
| ------------------------------------------------------- | --------------------------- | ---- |
| Партія регіонів                                         | 28                          | 77,8 |
| Комуністична партія України                             | 6                           | 16,7 |
| Політична партія Всеукраїнське об'єднання «Батьківщина» | 2                           | 5,6  |

#### За округами
| № округу                                                | Прізвище, ім'я, по батькові     | Дата визнання обраним | Освіта  | Партійна приналежність                        | Відомості про обраного депутата                                                                       |
| ------------------------------------------------------- | ------------------------------- | --------------------- | ------- | --------------------------------------------- | --- |
| Комуністична партія України                             |                                 |                       |         |                                               | |
| б/м                                                     | Пальченко Віра Василівна        | 05.11.2010            | середня | член Комуністичної партії України             | пенсіонер                                                                                             |
| б/м                                                     | Зубарєв Віктор Спиридонович     | 05.11.2010            | середня | член Комуністичної партії України             | пенсіонер                                                                                             |
| б/м                                                     | Івахненко Микола Андрійович     | 05.11.2010            | середня | член Комуністичної партії України             | тимчасово не працює                                                                                   |
| б/м                                                     | Макієнко Анатолій Іванович      | 05.11.2010            | вища    | член Комуністичної партії України             | пенсіонер                                                                                             |
| б/м                                                     | Попов Олег Леонідович           | 05.11.2010            | вища    | член Комуністичної партії України             | тимчасово не працює                                                                                   |
| 12                                                      | Маслова Тетяна Вікторівна       | 05.11.2010            | середня | позапартійна                                  | Будинок творчості, керівникгуртка                                                                     |
| Партія регіонів                                         |                                 |                       |         |                                               | |
| б/м                                                     | Богдан Олександр Миколайович    | 05.11.2010            | вища    | член Партії регіонів                          | Старобільська міська рада, секретар                                                                   |
| б/м                                                     | Погорєлий Євген Сергійович      | 05.11.2010            | вища    | член Партії регіонів                          | Старобільська міська рада, секретар виконкому                                                         |
| б/м                                                     | Григоренко Олена Олексіївна     | 05.11.2010            | вища    | член Партії регіонів                          | Старобільська районна державна адміністрація, заступник голови                                        |
| б/м                                                     | Авдеєнко Володимир Ілліч        | 05.11.2010            | середня | член Партії регіонів                          | ПП «Авдеєнко», керівник                                                                               |
| б/м                                                     | Циганок Євген Миколайович       | 05.11.2010            | вища    | член Партії регіонів                          | Старобільська районна рада, головний спеціаліст                                                       |
| б/м                                                     | Сулейманов Дмитро Володимирович | 05.11.2010            | вища    | член Партії регіонів                          | Відділ податкової міліції Старобільської МДПІ, керівник відділу                                       |
| б/м                                                     | Бабка Геннадій Миколайович      | 05.11.2010            | середня | член Партії регіонів                          | ПП «Садко», керівник                                                                                  |
| б/м                                                     | Приходько Марія Іванівна        | 05.11.2010            | вища    | член Партії регіонів                          | Фінансове правління районної державної адміністрації, начальник відділу                               |
| б/м                                                     | Немцев Олександр Григорович     | 05.11.2010            | вища    | член Партії регіонів                          | Дитячий оздоровчий табір, директор                                                                    |
| б/м                                                     | Гринюк Світлана Іванівна        | 05.11.2010            | вища    | член Партії регіонів                          | Старобільська районна рада, начальник фін.-гос. відділу                                               |
| б/м                                                     | Лабузов Михайло Олександрович   | 05.11.2010            | вища    | член Партії регіонів                          | Комунальне підприємство ’Старобільськтепло’, провідний інженер                                        |
| 1                                                       | Либань Алла Антонівна           | 05.11.2010            | вища    | член Партії регіонів                          | Старобільське відділення Луганської ОДАТ «РайффазенБанкАваль», керуючий                               |
| 2                                                       | Демковський Степан Петрович     | 05.11.2010            | вища    | член Партії регіонів                          | Мале приватне підприємство «ДСП», генеральний директор                                                |
| 3                                                       | Барков Сергій Миколайович       | 05.11.2010            | вища    | член Партії регіонів                          | Старобільський професійних ліцей, зам.директора                                                       |
| 4                                                       | Похилько Юрій Петрович          | 05.11.2010            | вища    | член Партії регіонів                          | ПП'Старобільчанка’, директор                                                                          |
| 5                                                       | Левенець Вікторія Іванівна      | 05.11.2010            | вища    | член Партії регіонів                          | Відділення ощадбанку № 589, начальник операційної частини                                             |
| 6                                                       | Синицін Олександр Олександрович | 05.11.2010            | вища    | член Партії регіонів                          | Старобільський машинобудівний завод, директор                                                         |
| 7                                                       | Юшин Володимир Іванович         | 05.11.2010            | вища    | член Партії регіонів                          | ВАТ'Схід-Захід’, директор                                                                             |
| 8                                                       | Черненко Віталій Арсентійович   | 05.11.2010            | вища    | член Партії регіонів                          | Управління праці та соц. захисту населення Старобільської районної державної адміністрації, начальник |
| 9                                                       | Кобиляцький Юрій Іванович       | 05.11.2010            | вища    | член Партії регіонів                          | загальноосвітня школа І-ІІ ст. № 1, директор                                                          |
| 10                                                      | Дорощук Наталія Олександрівна   | 05.11.2010            | вища    | член Партії регіонів                          | Дошкільний навчальний заклад № 4 «Теремок», завідувачка                                               |
| 11                                                      | Кравцова Тетяна Михайлівна      | 05.11.2010            | вища    | член Партії регіонів                          | Редакція районної газети «Вісник Старобільщини», завідувачка творчого відділу                         |
| 13                                                      | Носаль Дмитро Володимирович     | 05.11.2010            | вища    | член Партії регіонів                          | Старобільський районний будинок культури, режисер молодіжного театру                                  |
| 14                                                      | Стаценко Ірина Федорівна        | 05.11.2010            | вища    | член Партії регіонів                          | Старобільська міська рада, провідний спеціаліст міської ради з організаційної роботи                  |
| 15                                                      | Жиліна Любов Петрівна           | 05.11.2010            | вища    | член Партії регіонів                          | пенсіонер                                                                                             |
| 16                                                      | Биков Вячеслав Дмитрович        | 05.11.2010            | вища    | член Партії регіонів                          | Старобільська районна лікарня, головний лікар                                                         |
| 17                                                      | Тарасенко Ігор Миколайович      | 05.11.2010            | вища    | член Партії регіонів                          | Старобільське обласне медичне училище, директор                                                       |
| 18                                                      | Герасименко Любов Петрівна      | 05.11.2010            | вища    | член Партії регіонів                          | Центральна районна аптека № 78, завідувачка                                                           |
| Політична партія Всеукраїнське об'єднання «Батьківщина» |                                 |                       |         |                                               | |
| б/м                                                     | Пульний Микола Микитович        | 05.11.2010            | вища    | член Всеукраїнського об'єднання «Батьківщина» | Приватна нотаріальна контора, нотаріус                                                                |
| б/м                                                     | Чумак Михайло Михайлович        | 05.11.2010            | вища    | член Всеукраїнського об'єднання «Батьківщина» | ВП «Старобільський факультет Луганського національного університету ім. Т. Шевченка», викладач        |